# شرشور العصافة الإفريقي
شرشور العُصافة الإفريقي أو شُرشُور العُصافة الأطلسي (الاسم العلمي: Fringilla spodiogenys) هو نوع من الجواثم من الفصيلة الشرشورية. يمتد نطاقه من المغرب إلى شمال شرق ليبيا. كان يعتبر سابقًا نُويعةً من شرشور العُصافة الأوراسي.